# Len Levy
Leonard Bernard Levy , auch Len Levy bzw. Butch Levy (* 19. Februar 1921 in Minneapolis, Minnesota, USA; † 9. Februar 1999, ebenda) war ein US-amerikanischer American-Football-Spieler und Ringer. Er spielte als Guard in der National Football League (NFL) bei den Cleveland Rams, den Los Angeles Rams und in der All-America Football Conference (AAFC) bei den Los Angeles Dons.

## Jugend
Len Levy wurde in Minneapolis geboren. Seine Vorfahren stammten ursprünglich aus Litauen und Russland. In seiner Geburtsstadt besuchte er die Highschool, wo er durch seine athletischen Fähigkeiten auffiel. Neben American Football betätigte er sich unter anderem auch als Ringer. In den Jahren 1937 und 1938 gewann er im Schwergewicht die Staatsmeisterschaften von Minnesota sowie die Meisterschaft in der Northwest Amateur Athletic Union. Seine Schule zeichnete ihn aufgrund seiner sportlichen Leistungen insgesamt 12× aus.

## Spielerlaufbahn

### Collegekarriere
Len Levy studierte ab 1939 an der University of Minnesota und spielte dort als Offensive Tackle und Guard für die Minnesota Golden Gophers Football. In den Jahren 1940 und 1941 blieb die Mannschaft in jeweils acht Spielen ungeschlagen und gewann daraufhin zusammen mit dem späteren Mitglied in der College Football Hall of Fame Dick Wildung die nationale NCAA-Meisterschaft. Levy wurde in diesen Jahren zum All American gewählt. Er nahm im Jahr 1942 am College All-Star Game gegen die Chicago Bears teil. Sein College würdigte seine sportlichen Leistungen mit drei Auszeichnungen. Die College-Auswahl verlor das Spiel mit 21:0. Auch auf dem College betätigte er sich als Ringer. Er gewann im Jahr 1941 die nationale Schwergewichtsmeisterschaft der Vereinigten Staaten und im Jahr 1942 die Meisterschaft in der Northwest Amateur Athletic Union. Sein College würdigte seine sportlichen Leistungen mit drei Auszeichnungen. Len Levy schloss sein Wirtschaftsstudium im Jahr 1942 erfolgreich ab.

### Profikarriere
Leonard Levy wurde im Jahr 1942 in der vierten Runde an 27. Stelle durch die Cleveland Rams gedraftet. Die von Dutch Clark betreute Mannschaft musste im Jahr 1943 den Spielbetrieb aufgrund des Zweiten Weltkriegs einstellen. Levy konnte seine Profikarriere nicht antreten. Er diente fortan in der United States Navy und lernte dabei die aus Hamburg stammende Loretta Bellson kennen, die er noch im Laufe des Krieges heiratete. Unmittelbar nach Kriegsende schloss er sich den Rams an und hatte dort fortan die Aufgabe als Guard Quarterback Bob Waterfield zu schützen und dem eigenen Runningback den Weg in die gegnerische Endzone frei zu blocken. Mit der Hilfe von Levy gelang es Bob Waterfield immer wieder Wide Receiver Jim Benton mit Pässen in Szene zu setzen. Die Rams verloren in der Saison 1945 lediglich eines von zehn Spielen und zogen mit dieser Leistung in das NFL-Endspiel ein. Im Endspiel mussten sich schließlich die Washington Redskins den Rams mit 15:14 geschlagen geben. Die Rams zogen im folgenden Jahr nach Los Angeles blieben aber in der Spielzeit 1946 erfolglos. 1947 wechselte Len Levy zu den Los Angeles Dons, die in der NFL Konkurrenzliga AAFC angesiedelt waren. Nach der Saison 1948 beendete er dort seine Laufbahn.

## Nach der Laufbahn/Karriere als Wrestler
Butch Levy war nach seiner Spielerlaufbahn erfolgreicher Geschäftsmann im Versicherungsgewerbe. Daneben betätigte er sich als professioneller Wrestler in der NWA Minneapolis Wrestling and Boxing Club – American Wrestling Association und gewann 1959 mit Verne Gagne und Leo Nomellini zweimal die NWA World Tag Team Championship (Minneapolis version). Len Levy starb im Jahr 1999 und ist auf dem Temple Israel Memorial Park in Minneapolis beerdigt.